# Pizza cuatro quesos
La pizza cuatro quesos, en italiano Pizza quattro formaggi (/ˈkwattro forˈmaddʒi/) es una variante de pizza con cuatro quesos italianos, que generalmente son la mozarela, el gorgonzola, el fontina y el parmesano, todos ellos fundibles. Se derriten sobre una base de salsa de tomate (rossa), o también hay recetas sin tomate (bianca). Es una de las variantes más icónicas en los menús de pizzerías de Italia y en todo el mundo.
Los quesos usados pueden variar en cierta medida. Cada uno de los quesos aporta un sabor o textura extra. La mozarela (mozzarella) siempre está presente, ya que es ingrediente de todas las pizzas en general. Ayuda a mantener la humedad durante la cocción, protegiendo parcialmente al resto de quesos del fuerte calor del horno; Otro queso presente casi siempre es el gorgonzola, que aporta cremosidad y un característico sabor intenso a queso azul. Los otros dos quesos suelen ser fontina y parmesano (parmigiano-reggiano), aunque también hay recetas que incluyen pecorino, ricotta, stracchino, robiola, taleggio, provola ahumado o caciocavallo. Las pizzas producidas en masa a menudo usan queso romano o asiago u otros quesos de origen italiano, aunque en un sentido amplio se pueden usar quesos no italianos, como el edam o el emmental.
Además de la mozarela, que es el queso básico de la pizza, se agregan un queso azul o curado (gorgonzola, roquefort...), un queso blando o cremoso (robiola, strachino...) y un queso duro (parmesano o pecorino, rallado). En definitiva, la elección de los quesos es al gusto, lo único a tener en cuenta es que deben ser enteros (grasos) o semigrasos.
A diferencia de otras variantes de pizza, como la pizza napolitana o la margarita, que tienen una historia antigua, rica y documentada, la pizza cuatro quesos, a pesar de su popularidad y preponderancia, tiene un origen menos claro, ciertamente debido a que su composición es tan obvia. Se cree que se originó en la región de Lacio a principios del siglo XVIII. Sus versiones menos conocidas y más recientes, como la pizza quattro latti, pueden estar en el camino opuesto en la historia de la gastronomía.